# 박규정 (가수)
박규정(1994년 12월 12일 ~ )은 대한민국의 힙합 프로듀서 겸 DJ이자, 그루비룸 멤버이다.

## 학력
- 포항대흥초등학교 (졸업)
- 대흥중학교 (졸업)
- 포항제철고등학교 (졸업)
- 고려대학교 컴퓨터과학과 (중퇴)